# Corbie (Somme)
|  | Aquest article tracta sobre el municipi del Somme. Si cerqueu altres llocs al Somme anomenats Corbie, vegeu «Corbie». |

Corbie (en picard: Corbeu) és un municipi francès al departament del Somme (regió d'Alts de França). L'any 2007 tenia 6.370 habitants.

## Geografia

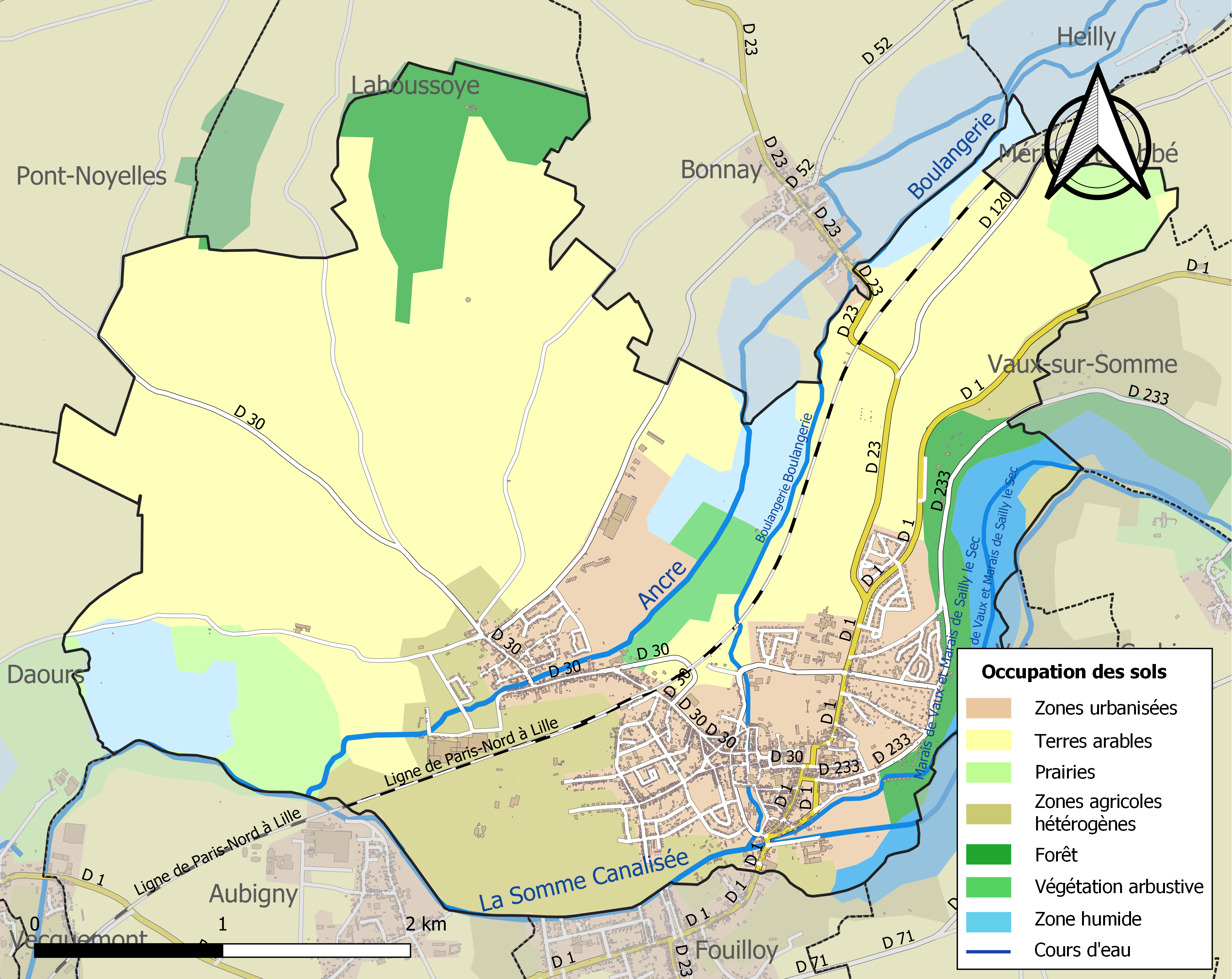
Mapa d'infraestructures i usos del sòl al municipi l'any 2018 (CLC).

L'ús del sòl en el terme municipal, tal com consta a la base de dades europea d'ús biofísic del sòl CORINE Land Cover (CLC), està marcat per la importància dels territoris agrícoles (66,7 % el 2018), amb un lleuger descens respecte al 1990 (70 %). El detall de la situació a l'any 2018 era el següent: terres cultivables (50,4 %), zones urbanitzades (16,4 %), zones agrícoles heterogènies (11,7 %), boscos (7,2 %), aiguamolls interiors (5,6 %), prats (4,6 %), aigües continentals (2,6 %), ambients amb vegetació arbustiva i/o herbàcia (1,6 %). En les diverses representacions cartogràfiques del territori es poden veure els canvis d'usos del sòl al municipi i les seves infraestructures: Carta Cassini (segle XVIII), la carta de l'estat major (1820-1866) i els mapes o fotos aèries de l'IGN del període actual (des del 1950).
El barri d'Étampes encara era al segle XVIII un llogarret (mapa de Cassini).

### Tipologia
A 1 de gener 2024 Corbie i Fouilloy formen la unitat urbana de Corbie, una aglomeració intra-departamental que agrupa dos municipis, dels quals és el centre,A més és un dels municipis a l'àrea d'atracció d'Amiens, de la qual n'és un suburbi, Aquesta àrea, que agrupa 369 municipis, està classificada entre les que tenen 200.000 i 700.000 habitants.

### Habitatges
El 2019 al municipi hi havia 2.881 habitatges, mentre que el 2014 eren 2.785 i el 2009 de 2.709. D'aquests el 92 % eren residències principals, 0,9 % segones residències i 7,1 % d'habitatges buits. Aquests habitatges eren un 79,8 % de cases i un 19,8 % d'apartaments.
Una característica destacable del parc d'habitatges de la vila de Corbie és una baixa proporció de segones residències i allotjaments ocasionals (0,9 %) respecte a la del departament (8,3 %) i la de la França (9,7 %). Pel que fa a l'estat d'ocupació d'aquests habitatges, 55,7 % dels residents al municipi són propietaris de casa seva (54,2 % el 2014), en comparació amb el 60,2 % per al Somme i 57,5 per a tota França.
| Tipologia                                             | Corbie | Somme | França |
| ----------------------------------------------------- | ------ | ----- | ------ |
| Residències principals (%)                            | 92     | 83.2  | 82.1   |
| Residències secundàries i allotjaments ocasionals (%) | 0,9    | 8.3   | 9.7    |
| Habitatges buit (%)                                   | 7.1    | 8,5   | 8.2    |

### Transport
L'estació de Corbie és una parada de la línia Amiens-Lilla (xarxa TER Hauts-de-France). Pel que fa al transport públic per carretera, la localitat rep les línies d'autocars de la xarxa interurbana Trans'80 Hauts-de-France (línia n 37).

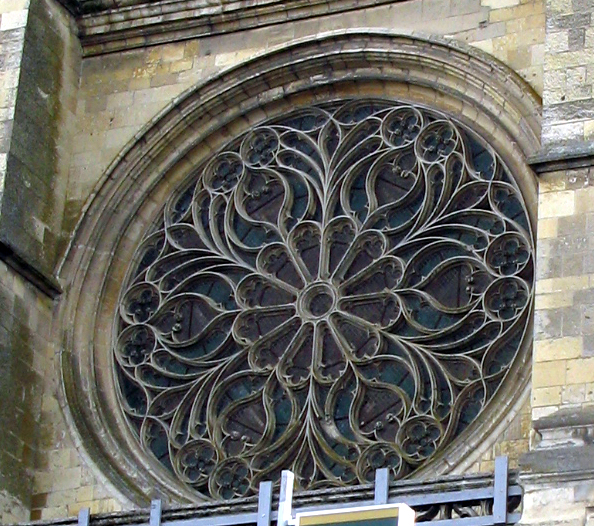
Rosassa de l'abadia
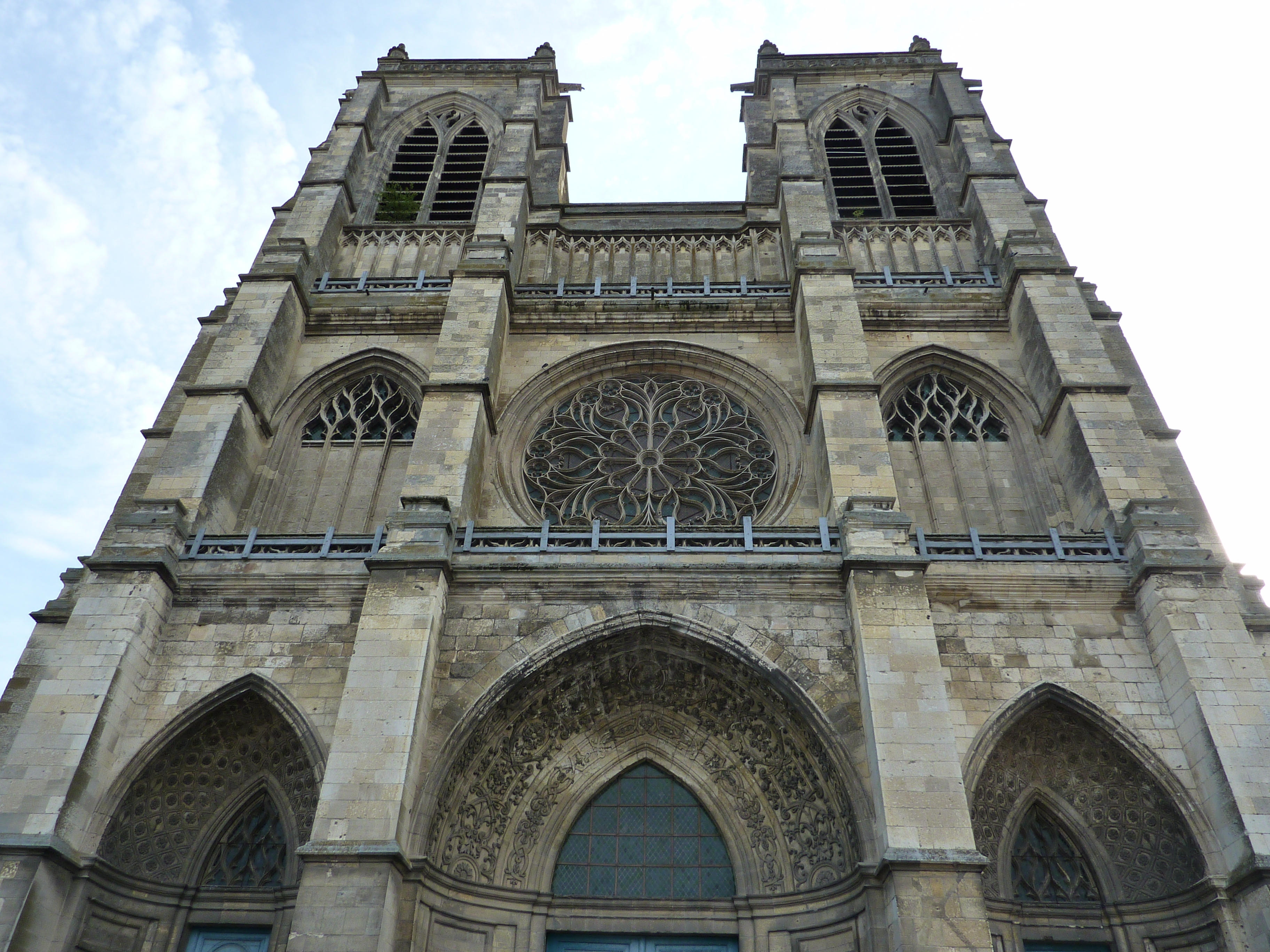
Abadia de Corbie
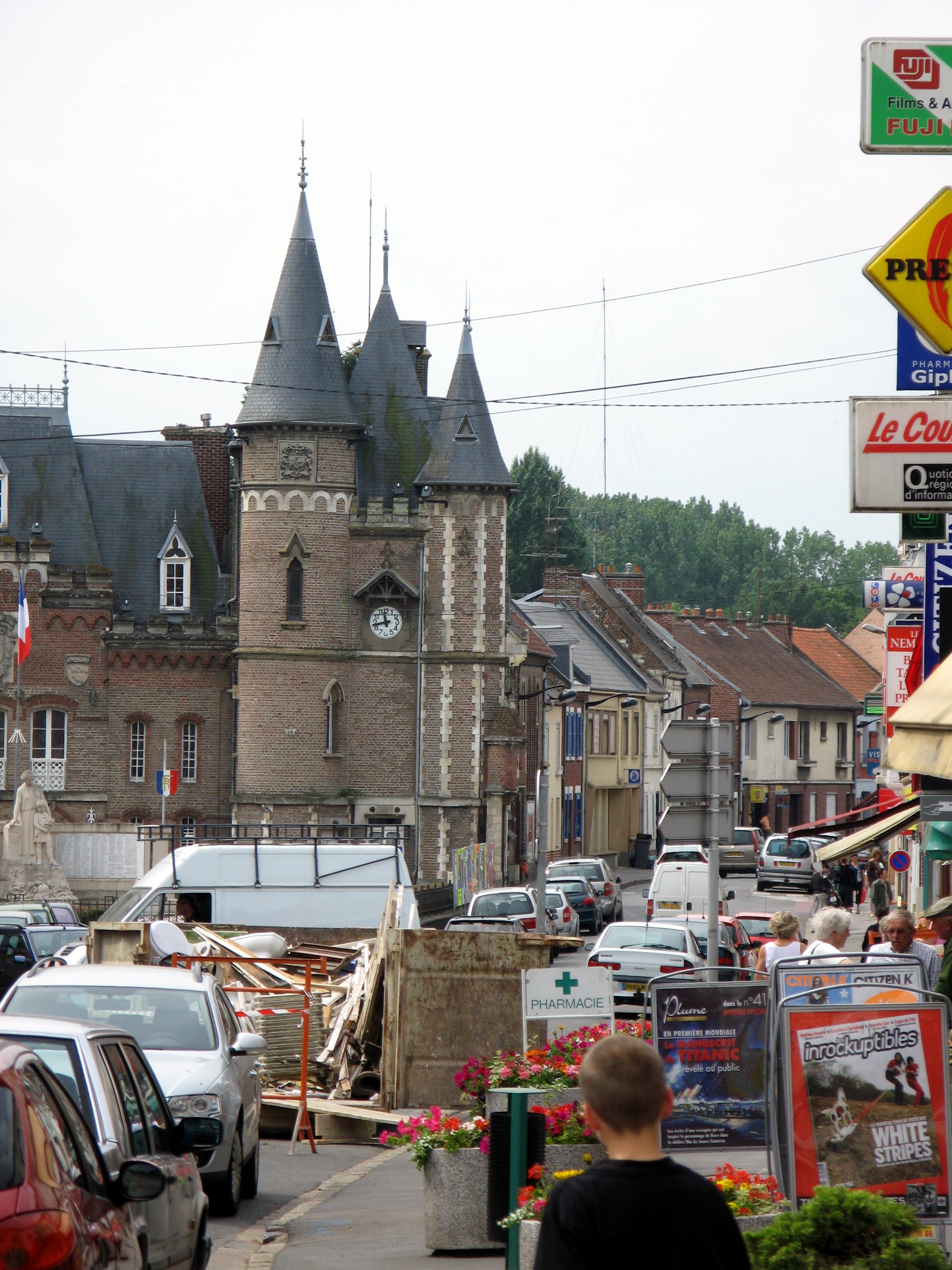
Carrer principal
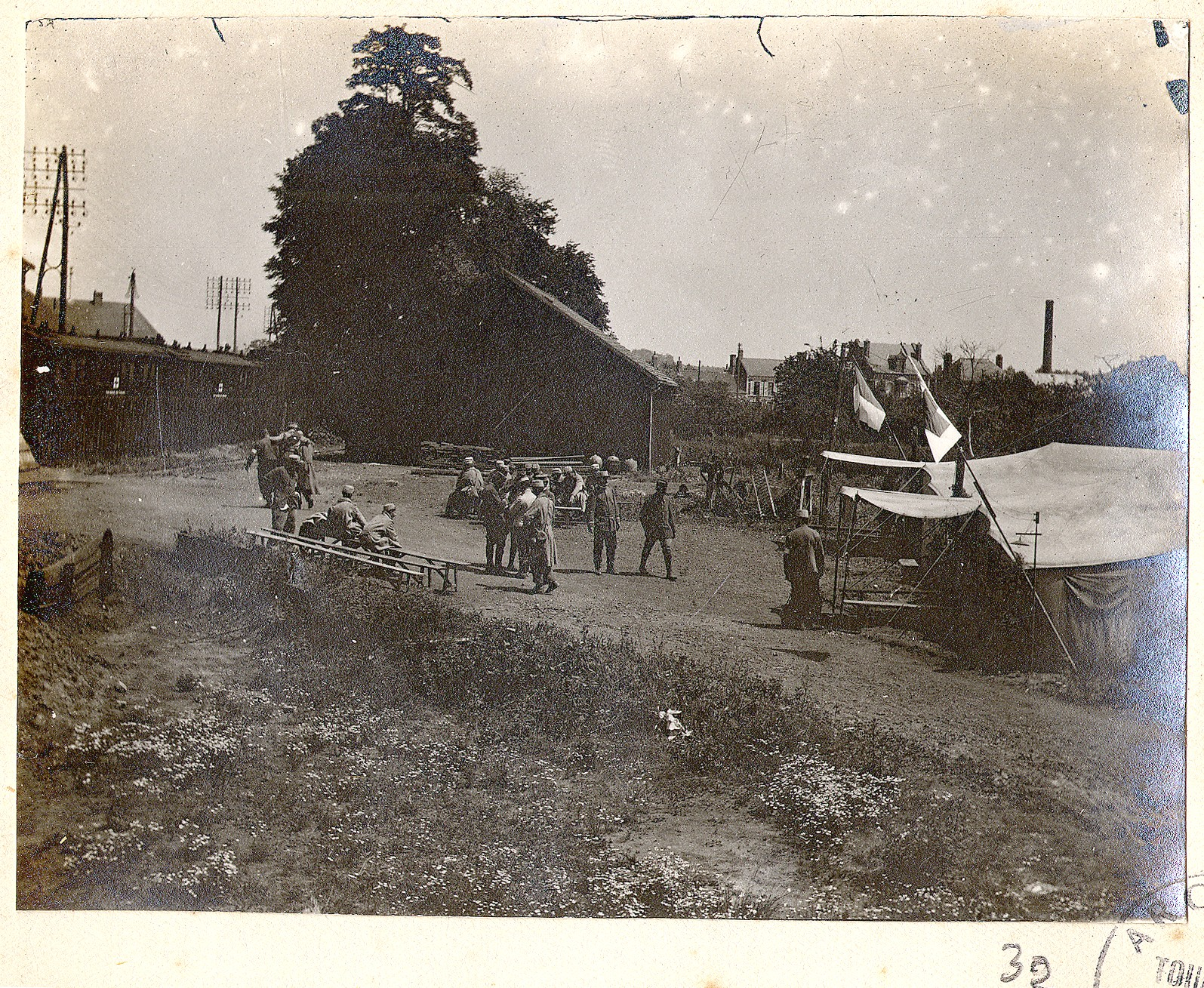
Estació d'evacuació a la Primera Guerra Mundial
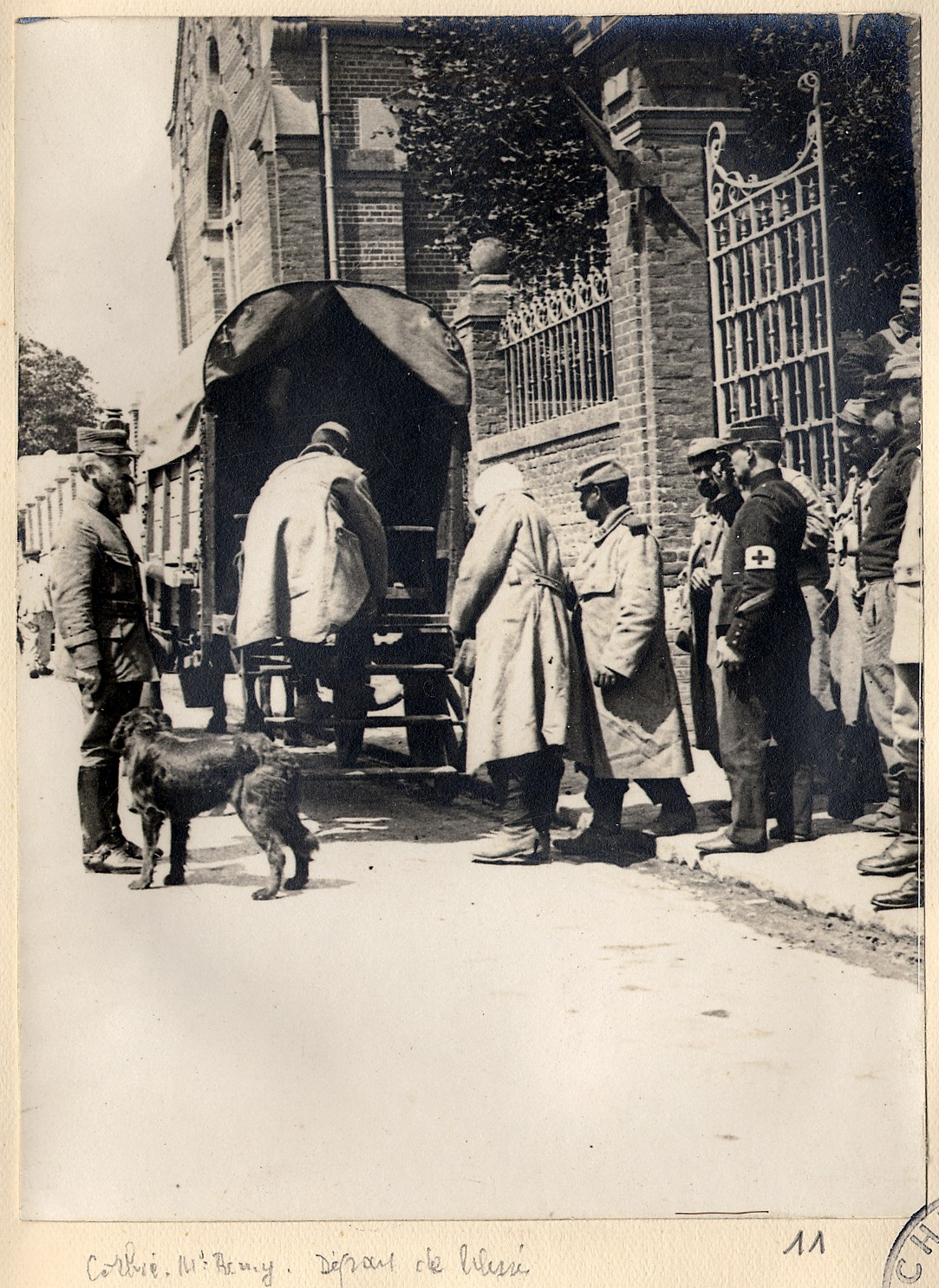
Hospital de campanya a la Primera Guerra Mundial